# WTSV Schweinfurt
Der WTSV Schweinfurt war ein kurzlebiger Sportverein im Deutschen Reich mit Sitz in der heutzutage bayerischen Stadt Schweinfurt.

## Geschichte
In der Saison 1942/43 konnte sich die Handball-Mannschaft für die Deutsche Feldhandball-Meisterschaft qualifizieren. Dort konnte der Verein bis in das Finale in Dresden vorstoßen, wo er aber am Ende der SG OrPo Hamburg mit 12:6 (8:5) unterlag.
Zur Saison 1943/44 stieg die Fußball-Mannschaft des Vereins aus der Bezirksliga in die Gauliga Nordbayern auf. Diese Saison sollte der Verein mit 18:18 Punkten auf dem siebten Platz abschließen.
Über den weiteren Verlauf des Vereins ist nichts bekannt. Spätestens nach dem Ende des Zweiten Weltkriegs wurde Verein aber aufgelöst.

## Handball
In Schweinfurt wird Handball aktuell beim MHV Schweinf.09 gespielt.
- Unterfränkischer Meister 2017